# Peregrine Osborne (2. książę Leeds)
Peregrine Osborne, 2. książę Leeds (ur. ok. 1659, zm. 25 czerwca 1729) – brytyjski arystokrata i polityk. Nazywany wicehrabią Osborne pomiędzy 1673 i 1689, hrabią Danby pomiędzy 1689 i 1694, a od 1712 markizem Carmarthen pomiędzy 1694 i 1712.
Był synem Thomasa Osborne’a 1. księcia Leeds i Lady Bridget Bertie. 25 kwietnia 1682 ożenił się z Bridget Hyde. Mieli córkę Mary Osborne i syna Peregrine’a Osborne’a.  